# Remomeix
Remomeix – miejscowość i gmina we Francji, w regionie Grand Est, w departamencie Wogezy.
Według danych na rok 1990 gminę zamieszkiwało 461 osób, a gęstość zaludnienia wynosiła 97 osób/km² (wśród 2335 gmin Lotaryngii Remomeix plasuje się na 620. miejscu pod względem liczby ludności, natomiast pod względem powierzchni na miejscu 1033.).